# Gheorghe Grigorovici
Gheorghe Grigorovici (n. 4 mai 1871 stil vechi, Storojineț, Bucovina – d. 18 iulie 1950, închisoarea Văcărești), adesea cunoscut ca George Grigorovici, a fost un om politic român, social-democrat bucovinean, militant pentru unitatea național-politică a românilor și pentru progres social. A fost deputat în Parlamentul de la Viena și în Parlamentul de la București, membru fondator (1927) și președinte (1936-1938) al Partidului Social Democrat Român.

## Biografie politică

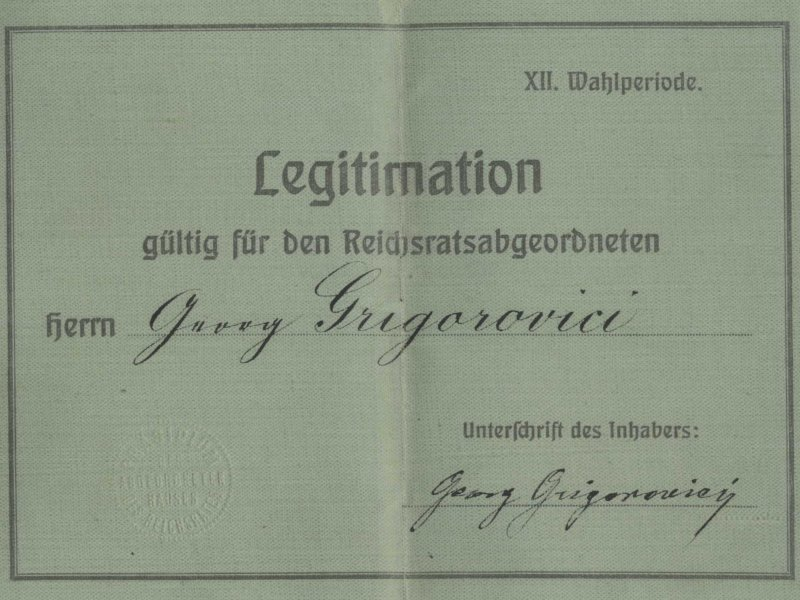
Legitimație de deputat în Parlamentul de la Viena – cu semnătura Georg Grigorovici

Gheorghe Grigorovici s-a născut la data de 4 mai 1871 stil vechi în orășelul Storojineț din Bucovina, pe atunci provincie a Imperiului Austro-Ungar. Era al doisprezecelea din cei treisprezece copii ai învățătorului Vasile Grigorovici și ai soției sale Alexandra (n. Timcu); fratele cel mai mare, Emanoil, avea să devină cunoscut, sub numele Emanuil Grigorovitza, ca prozator și germanist. După absolvirea școlii primare a urmat cursurile Liceului de Băieți din Rădăuți (1885-1892). A studiat apoi medicina la Universitatea din Viena (1892-1901).
În anii studenției s-a alăturat mișcării social-democrate; intrat în Partidul Social Democrat din Austria, s-a remarcat prin conferințe ținute în cercurile muncitorești. A fost delegat de conducerea partidului ca om de încredere în Bucovina, cu scopul de a organiza muncitorimea în Partidul Social Democrat și în sindicate. Astfel, a renunțat la medicină pentru a se consacra activității politice.
La 10 octombrie 1903 s-a căsătorit cu Tatiana Pisterman, teoreticiană a social-democrației austriece și române de origine evreiască, care a desfășurat o activitate intensă de asistență socială în rândul populației nevoiașe din Cernăuți. Devenit redactor la Volkspresse, ziarul în limba germană al social-democraților bucovineni, va fonda apoi în 1906 Lupta, prima gazetă social-democrată în limba română din Bucovina. În 1905 a fost ales secretar al Partidului Social Democrat Român și al Uniunii Generale a sindicatelor din Bucovina.
În 1907, la primele alegeri din Austria bazate pe vot universal și egal, candidatul Gheorghe Grigorovici a devenit „primul deputat român social-democrat”  în Parlamentul de la Viena. A folosit tribuna Parlamentului pentru a critica aspru administrația de stat austro-ungară și a dezvălui starea de mizerie în care se aflau muncitorii și țăranii din Bucovina; a fost cel dintâi care a folosit limba română în Parlamentul austriac.  Va fi reales deputat în 1911.
Social-democrații bucovineni, respingând exclusivismul naționalist și doctrina șovinistă, militau totodată pentru eliberarea românilor de sub stăpânirea străină. La Congresul de la Basel al Internaționalei a II-a (1912), al cărui manifest reafirma poziția social-democrației internaționale în problema războaielor (datoria muncitorimii de a împiedica războiul prin toate mijloacele), delegatul bucovinean Gheorghe Grigorovici spunea:
Atât Rusia cât și Austria și-au înfipt adânc ghiarele lor în carnea națiunii române, răpind Basarabia și Bucovina, iar românii din Transilvania au fost dați pradă oligarhiei maghiare. 
Războiul n-a putut fi împiedicat, iar sfârșitul său a adus prăbușirea celor două imperii multinaționale. În ultimul său discurs în Parlamentul de la Viena, la 22 octombrie 1918, Gheorghe Grigorovici avertiza astfel contra încercărilor de a împiedica unirea cu România a provinciilor locuite de români din Imperiul Austro-Ungar aflat în dezagregare:
Nici un român nu va renunța vreodată la tendința de a reuni poporul român. Unirea românilor este un ideal și un țel pe care românii îl vor urmări întotdeauna, oricând, în toate împrejurările, indiferent care va fi constelația lor viitoare, indiferent cum va evolua soarta lor. 
După Marea Unire din 1918 devenise necesară unificarea mișcărilor socialiste și social-democrate din Ardeal, Banat, Bucovina și Vechiul Regat. Lipsa de unitate ideologică a dus la conflicte: „social-democratul bucovinean George Grigorovici, inamic declarat al bolșevismului rus și ungar”  (cum era descris într-un apel din 27 martie 1920 al Cominternului) și alți reprezentanți ai social-democrației au refuzat să accepte unificarea într-un partid de tip „bolșevic” afiliat la Internaționala a III-a, susținută de grupurile comuniste. O delegație a socialiștilor români trimisă în Rusia în toamna anului 1920 a luat cunoștință de cele 21 de condiții ale afilierii și a trebuit să răspundă la șase întrebări, printre care: „Declarați că, imediat după întoarcerea dv. în România, Grigorovici, Jumanca, Flueraș și consorții vor fi excluși din partid?”  Organizat conform instrucțiunilor primite de la Moscova, congresul socialist din 8-12 mai 1921 a decis transformarea Partidului Socialist în Partid Comunist (PCR) și a ratificat afilierea acestuia la Comintern; se înfăptuise nu unificarea, ci scindarea mișcării socialiste din România.
Puține zile mai târziu, Gheorghe Grigorovici a subliniat în fața social-democraților bucovineni, în contrast cu „«bolșevismul» inconștienților”,  că „democrația este unicul drum spre socialism”.  În 19-20 iunie 1921 s-au întrunit în Congres general, la Ploiești, reprezentanții mai multor organizații socialiste și social-democrate care nu acceptaseră includerea în PCR; a fost constituită Federația Partidelor Socialiste din România (FPSR) și s-a votat o moțiune de afiliere a acesteia la Uniunea Muncitorească Internațională a Partidelor Socialiste (cunoscută și ca Internaționala de la Viena sau Internaționala a II-a și jumătate). Președinte al FPSR și delegat al acesteia pe lângă Internaționala de la Viena a fost ales Gheorghe Grigorovici. Șase ani mai târziu, un Congres general al FPSR (7-9 mai 1927) a decis unificarea organizațiilor membre în Partidul Social Democrat Român (PSDR). Congresul PSDR din 5-7 aprilie 1936 va alege un nou Comitet Central, având ca președinte pe Gheorghe Grigorovici (care prezentase congresului un raport pe tema „Social-democrația și problemele politice și economice”).
În alegerile din mai 1920 pentru Parlamentul României Mari, social-democrații bucovineni au trimis în Camera Deputaților cinci reprezentanți, printre ei Gheorghe Grigorovici (ales și în Senat); în 1931 va fi reales ca reprezentant al PSDR. Intervențiile sale parlamentare au urmărit înfăptuirea unor profunde transformări democratice și social-economice. În discuțiile care au precedat adoptarea Constituției României din 1923, a arătat caracterul nedemocratic al Constituției sovietice: „... în Republica Sovietică, dictatura proletară se înțelege în sensul că o minoritate dictează asupra majorității covârșitoare a țării și dictează în contra democrației; dărâmă și nimicește democrația”.  Figura social-democratului Gheorghe Grigorovici în peisajul politic al României interbelice a fost evocată, decenii mai târziu, de fiul său:
Tatăl meu era o figură politică frapantă, care trezea ușor admirație și antipatie. Era un bun orator în câteva limbi, un bun elector – mandatele sigure ale social-democraților din România erau în Ardeal cele ale lui Fluieraș și Jumanca, în Banat cel al lui Eftimie Gherman și în Bucovina cel al lui Gheorghe Grigorovici – iar ca tip intelectual și temperamental un intuitiv și un pătimaș. 
Dictatura regală (1938-1940) instaurată de Carol al II-lea a decretat desființarea tuturor partidelor politice, înlocuite printr-un „partid unic” numit Frontul Renașterii Naționale. În această situație politică schimbată, în conducerea PSDR s-au conturat două poziții distincte. Unii – printre care Grigorovici, Flueraș, Jumanca și Gherman – au optat pentru colaborarea cu guvernul dictaturii carliste din motive pragmatice: pentru a face posibilă continuarea legală a activității sindicatelor și pentru a combate mișcarea legionară. Restul conducerii PSDR, insistând asupra distincției dintre partid și sindicate, a decis excluderea din partid a colaboraționiștilor. Gheorghe Grigorovici, numit subsecretar de stat la Ministerul Muncii, și-a încetat activitatea în rândurile partidului pe care îl condusese. Rămas în afara legii, partidul s-a regrupat în jurul lui Constantin-Titel Petrescu.
După 23 august 1944, fruntașii PSDR excluși au cerut reintegrarea în partid, dar s-a acceptat doar reprimirea pe bază individuală a unora dintre ei; Gheorghe Grigorovici, care spunea că „sub ocupație străină nu se poate face politică”,  nu se afla printre aceștia. În februarie 1948 a avut loc congresul de „unificare” al PCR cu PSDR sub denumirea de Partidul Muncitoresc Român. Au urmat arestările militanților PSDR care nu acceptaseră această lichidare a social-democrației ca formațiune politică. Etichetat drept „trădător al clasei muncitoare”,  Gheorghe Grigorovici a fost arestat la 13 iunie 1949 și deținut fără proces; a decedat la 18 iulie 1950, în închisoarea Văcărești.

## Tatiana Grigorovici

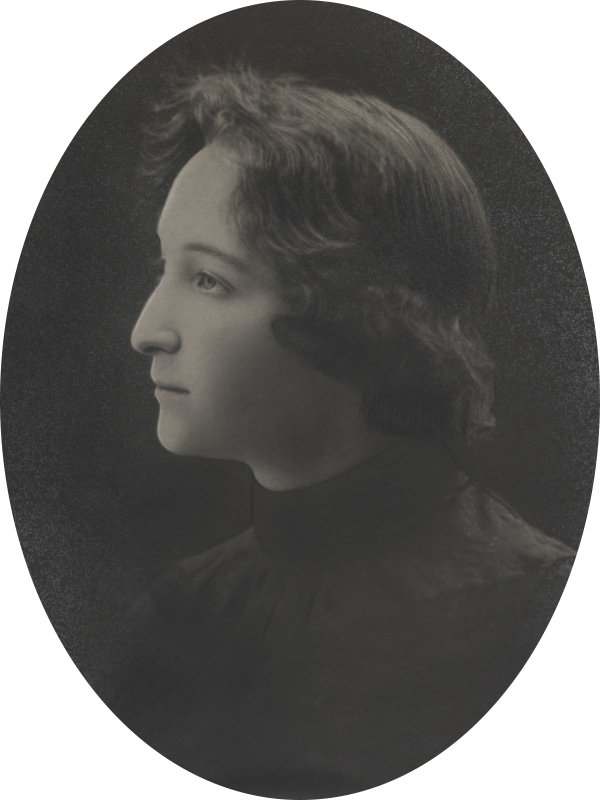
Tatiana Grigorovici (circa 1905)

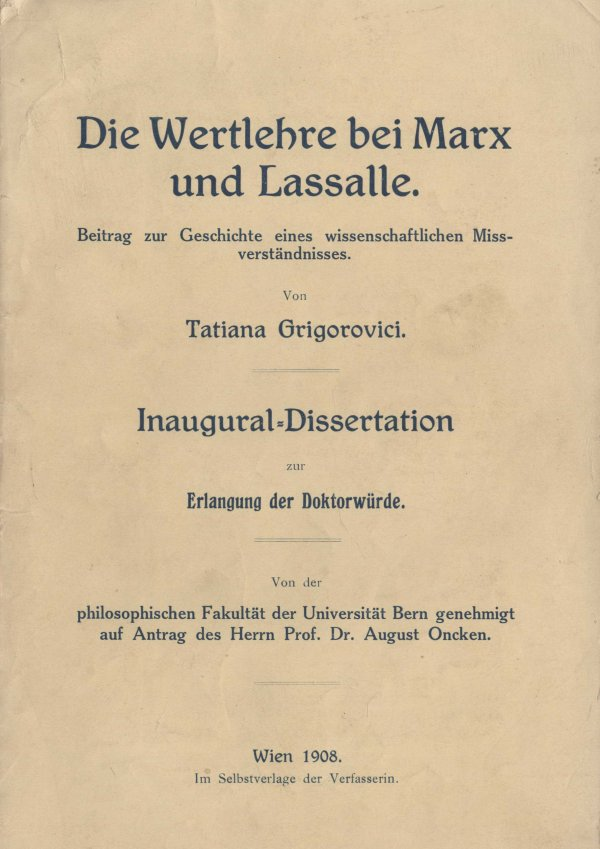
Teoria valorii la Marx și Lassalle – teza de doctorat a Tatianei Grigorovici

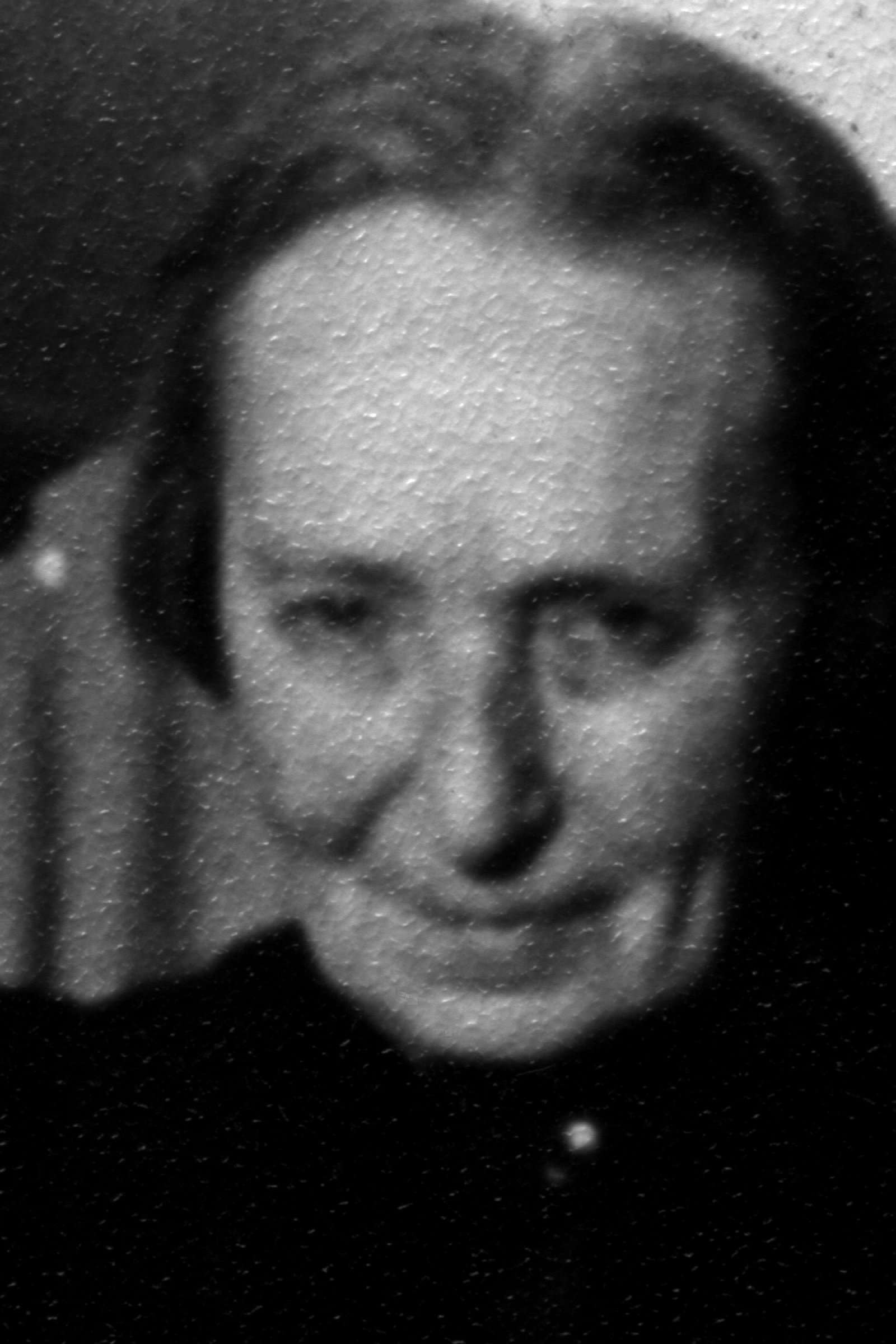
Tatiana Grigorovici (1951)

Tatiana Grigorovici (n. 31 martie 1877 stil vechi, Camenița Podoliei, Ucraina – d. 25 septembrie 1952, București), cunoscută în tinerețe ca Tatiana Pisterman, provenea dintr-o familie înstărită de comercianți evrei. A studiat filosofia la universitățile din Viena și Berna. S-a căsătorit în 1903 la Viena cu Gheorghe Grigorovici. Dezmoștenită pentru această căsătorie cu un creștin, s-a stabilit cu soțul său în Bucovina, devenindu-i o nedespărțită tovarășă de viață, de idei și de acțiune. Fiul lor, Radu Grigorovici, fizician, a fost membru al Academiei Române.
În anul 1906 și-a susținut la Universitatea din Berna teza de doctorat în economie politică, cu titlul Die Wertlehre bei Marx und Lassalle (Teoria valorii la Marx și Lassalle), obținând calificativul magna cum laude. A refuzat oferta unui post de asistent universitar la Berna, dedicându-se activității social-democratice în Bucovina și apoi în România. Era considerată de contemporani drept „cea mai erudită femeie din mișcarea socialistă din Austria”. 
După arestarea soțului său, Tatiana Grigorovici a adresat în două rânduri scrisori lui Lothar Rădăceanu, altădată discipol al lui Gheorghe Grigorovici, devenit între timp secretar al Partidului Muncitoresc Român și Ministrul Muncii. A doua dintre ele, datată 1 septembrie 1950, arată cum a luat cunoștință de deces, și se încheie astfel:
Așa a murit «tovarășul Gheorghe Grigorovici, îndrumătorul D-tale pe calea socialismului, pentru care ai nutrit sentimentele de dragoste și admirație» (citat din dedicațiunea D-tale la 1 august 1946 pe cartea scrisă de d-ta Studii marxiste). Așa a murit soțul meu în vârstă de 79 de ani, în epoca dictaturii proletariatului, pentru care el a muncit (aceasta o știi D-ta tot atât de bine ca și mine) o viață întreagă și sub un guvern al cărui membru ești D-ta.
Îți propun să-ți faci autocritica și să constați în mod obiectiv dacă tovarășul Grigorovici a meritat soarta lui tragică și cine din voi amândoi (soțul meu sau D-ta) este trădător al ideilor sale.
Sper că de data aceasta nu vei preda scrisoarea mea organelor de Securitate, așa cum ai făcut-o cu scrisoarea mea din 15 iulie 1949, în care ți-am cerut intervenția pentru ca starea de arest a soțului meu să fie schimbată cu domiciliul forțat, luându-se în considerare vârsta lui înaintată.
Cu stima pe care o meriți,
Dr. Tatiana Grigorovici 
Așteptându-se să fie arestată și constrânsă să-și renege convingerile social-democratice, redactase încă de la 1 iulie 1950 o declarație menită să anuleze anticipat „mărturisirile” care i-ar fi putut fi smulse cu forța:
Mă arestați fiindcă presupuneți că sunt adversară a regimului comunist și nu vă înșelați. Sunt adversara voastră fiindcă, după părerea mea, compromiteți ideea socialismului științific, o idee pentru care eu și soțul meu am luptat o jumătate de veac. Voi căuta să argumentez. 
Urmează o expunere a ideilor social-democrației și o denunțare a regimului comunist; apoi, în încheiere:
Țin să fac această declarație acuma, cât timp mă aflu în libertate. Ea e bine chibzuită și corespunde complet convingerilor mele.
Nu cunosc psihologia omului în stare de arest. Iată de ce vreau să mă leg pe mine însămi, declarând de pe acuma că orice altă declarație din partea mea ar fi nesinceră și falsă. 
Această declarație conține totul ce am de spus și face inutil orice alt interogatoriu. 
Își va pune singură capăt vieții la 25 septembrie 1952, lăsând ca testament ideologic acest mesaj.